# Campo Grande do Piauí
Campo Grande do Piauí este un oraș în Piauí (PI), Brazilia.